# صامويل بيتزا
صامويل بيتزا (بالإيطالية: Samuele Pizza)‏ هو لاعب كرة قدم إيطالي في مركز الوسط، ولد في 5 سبتمبر 1988 في فياريدجو في إيطاليا. شارك مع منتخب إيطاليا تحت 19 سنة لكرة القدم. أما مع النوادي، فقد لعب مع نادي أفيلينو ونادي إمبولي ونادي مونزا.

## وصلات خارجية
- صامويل بيتزا على موقع قاعدة بيانات كرة القدم.إي يو (الإنجليزية)
- صامويل بيتزا على موقع Soccerway.com (الإنجليزية)